# トンガリキッズ
トンガリキッズとは
1. 1980年代後半に「宝島」で連載された中森明夫の連作短編小説『東京トンガリキッズ』。
連動して「宝島」にオシャレなサブカル系の若者が紹介される企画もあった。
2. 昭和60年代頃に流行した、サブカル系の若者の通称のひとつ。
3. 2005年にデビューしたテクノ系ユニット。本項で詳述。

トンガリキッズは、日本の音楽ユニット。3人組のテクノ系J-POPアーティストである。

## メンバー
- グロテス・F・ニポポ（現：ニポポ） - ボーカル
- ミスターポテイト・アナベベ - ボーカル
- ハニホヘニハー - ボーカル

メジャーデビュー以前には徳光正行も参加していた。

## 概要
2005年デビュー。メンバーの素顔やプロフィールは非公開の覆面ユニットだが、後にニポポのみ素顔を公開している。
1985年に任天堂より発売されたファミリーコンピュータ用の人気ゲームソフト『スーパーマリオブラザーズ』のBGMをサンプリングした曲『B-DASH』を、ゲーム発売から20年経過した2005年に発表。名古屋のZIP-FMでのオンエアから火がつき、同ゲームに郷愁を感じた20〜30代の男性を中心に話題を呼んで、CDの売り上げのみならず、有線放送や携帯電話の着うたリクエストなどでもじわじわとランキング上位に食い込んだ。なお、タイトルは同ゲームにてマリオ（プレイヤーキャラクター）を高速で走らせる操作法の名前「Bダッシュ」が由来で、同名のバンドとは無関係である。

### 正体
徳間ジャパンコミュニケーションズのスタッフによると「正体は人気クラブ音楽アーティスト」ということだが、さまざまな噂や推測があり、諸説紛々としていたが、テレビ番組に出演しないハニホヘニハーは、当時同レーベルに所属していたJazztronikの野崎良太であることが本人のインタビューより明らかとなっている（彼は学生時代同名の3人組ユニット（同一かどうかは不明）で活動していた経歴があり、『B-DASH』もその当時遊びで作った曲であると言われている）。ミスターポテイト・アナベベは、ニポポの知り合いがステージの度に入れ替わっていたとニポポは語っている。

## テレビ出演
以下はいずれもハニホヘニハーを除くニポポ、アナベベの2人で出演。
- ミュージックステーション
2005年5月27日にテレビ初出演。だがハニホヘニハーはTV出演に際し「この為に作ったのではない」と出演を拒否[要出典]。従ってニポポ、アナベベの2人で出演。マリオを模した扮装に付け髭、サングラスで素顔を隠していた。これをきっかけに大ブレイクし、オリコン最高4位まで上り詰めた。番組に急遽出演したのは同番組のスポンサーに任天堂が入っていたからだといわれている。
- 音楽戦士 MUSIC FIGHTER
2005年9月9日にトークなしでテレビ2回目の出演。Mステでのマリオ衣装とは全く違う衣装で登場。
- ミュージックステーションSPスーパーライブ
2005年12月23日に出演。クリスマスをイメージした和服の衣装で登場。
- ゴールドディスク大賞
NHK 2006年3月9日に出演。ニューアーティストオブザイヤー受賞。

## 参加イベント
- SUMMER SONIC 05 （2005年8月14日、幕張メッセ前・HMV DANCE TENT）
- ZIP SUPER SQUARE （2005年10月2日、名古屋市・久屋広場）

## シングル
- トンガリキッズ I　（2005年3月16日発売・徳間ジャパンコミュニケーションズ）
収録曲「B-DASH (Ver.HANAGOE)」「MEGANE (Ver.HANAGOE)」